# شوسواین

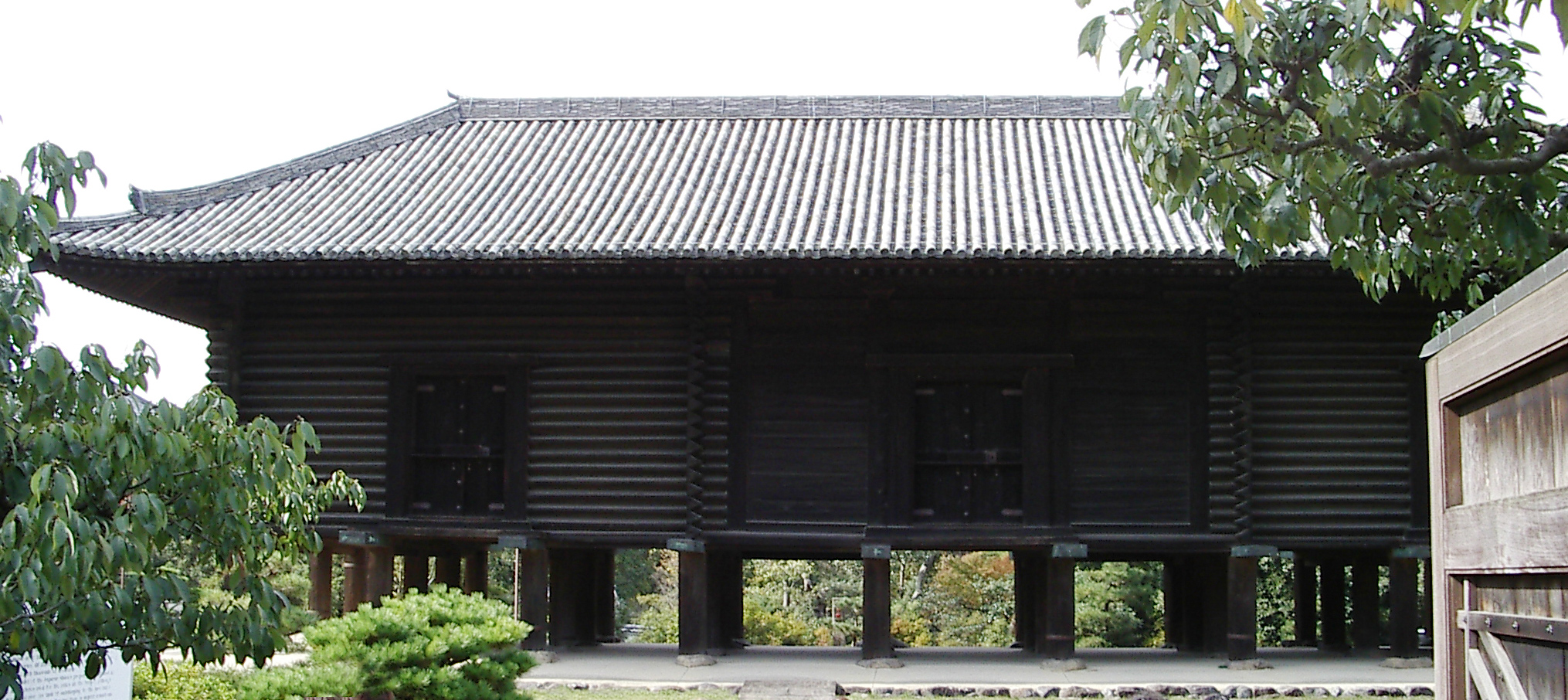

شوسواین ((به ژاپنی: 正倉院 Shōsōin)) یک ساختمان وابسته به معبد تودای‌جی است که در نارا (ژاپن)، استان نارا، ژاپن واقع شده است. این ساختمان به سبک کلبه کنده‌ای است. 